# Andrea Barzagli
Andrea Barzagli Ufficiale OMRI (phát âm tiếng Ý: [anˈdrɛːa barˈtsaʎʎi, -ˈdza-]; sinh ngày 8 tháng 5 năm 1981) là một cựu cầu thủ bóng đá chuyên nghiệp người Ý thi đấu ở vị trí trung vệ.
Với thành tích bốn lần lọt vào Đội hình Serie A của năm, Barzagli được xem là một trong những hậu vệ xuất sắc và ổn định nhất ở thời của anh.
Sau khi đấu cho một số đội bóng nhỏ ở Ý, anh ra mắt Serie A Chievo vào năm 2003, và trở nên nổi tiếng trong màu áo Palermo. Vào năm 2008, anh ký hợp đồng với VfL Wolfsburg của Đức và giành chức vô địch Bundesliga năm 2009. Vào năm 2011, anh trở lại Ý và gia nhập Juventus, giành chức vô địch Serie A trong tám mùa giải liên tiếp từ 2012 tới 2019, cùng với đó là bốn chức vô địch Coppa Italia liên tiếp từ 2015 tới 2018.
Ở cấp độ đội tuyển, anh khoác áo Đội tuyển bóng đá quốc gia Ý 73 lần từ 2004 tới 2017, tham dự Thế vận hội Mùa hè 2004 và giành huy chương đồng, dự hai kỳ World Cup (2006 và 2014), ba kỳ Euro (2008, 2012, và 2016), cùng Cúp Liên đoàn các châu lục 2013, giải đấu đội Ý giành hạng ba. Anh là một thành viên của đội hình Ý vô địch thế giới năm 2006, cũng như vào tới Chung kết giải vô địch bóng đá châu Âu 2012.

## Thống kê sự nghiệp

### Câu lạc bộ
Tính đến 31 tháng 10 năm 2017 
| Câu lạc bộ          | Câu lạc bộ          | Câu lạc bộ          | Giải đấu | Giải đấu | Cúp quốc gia | Cúp quốc gia | Khác                | Khác                | Châu lục | Châu lục | Tổng cộng | Tổng cộng |
| Mùa giải            | Câu lạc bộ          | Giải đấu            | Trận     | Bàn      | Trận         | Bàn          | Trận                | Bàn                 | Trận     | Bàn      | Trận      | Bàn       |
| Ý                   | Ý                   | Ý                   | Giải đấu | Giải đấu | Coppa Italia | Coppa Italia | Khác                | Khác                | Châu Âu  | Châu Âu  | Tổng cộng | Tổng cộng |
| ------------------- | ------------------- | ------------------- | -------- | -------- | ------------ | ------------ | ------------------- | ------------------- | -------- | -------- | --------- | --------- |
| 1998–99             | Rondinella          | Serie D             | 28       | 1        | –            | –            | –                   | –                   | –        | –        | 28        | 1         |
| 1999–2000           | Rondinella          | Serie C2            | 23       | 2        | 2+           | 0            | –                   | –                   | –        | –        | 25+       | 2+        |
| 2000–01             | Pistoiese           | Serie B             | 5        | 0        | ?            | ?            | –                   | –                   | –        | –        | 5+        | 0+        |
| 2000–01             | Rondinella          | Serie C2            | 13       | 1        | ?            | ?            | –                   | –                   | –        | –        | 13+       | 1+        |
| 2001–02             | Ascoli              | Serie C1            | 28       | 1        | 3+           | 0            | –                   | –                   | –        | –        | 31+       | 1+        |
| 2002–03             | Ascoli              | Serie B             | 18       | 2        | 1+           | 0            | –                   | –                   | –        | –        | 19+       | 2+        |
| 2003–04             | Chievo              | Serie A             | 29       | 3        | 1            | 0            | –                   | –                   | –        | –        | 30        | 3         |
| 2004–05             | Palermo             | Serie A             | 37       | 0        | 3            | 0            | –                   | –                   | –        | –        | 40        | 0         |
| 2005–06             | Palermo             | Serie A             | 35       | 2        | 4            | 0            | –                   | –                   | 8        | 0        | 47        | 2         |
| 2006–07             | Palermo             | Serie A             | 36       | 1        | 1            | 0            | –                   | –                   | 5        | 0        | 42        | 1         |
| 2007–08             | Palermo             | Serie A             | 34       | 0        | 0            | 0            | –                   | –                   | 2        | 0        | 36        | 0         |
| Đức                 | Đức                 | Đức                 | Giải đấu | Giải đấu | DFB-Pokal    | DFB-Pokal    | DFL-Supercup        | DFL-Supercup        | Châu Âu  | Châu Âu  | Tổng cộng | Tổng cộng |
| 2008–09             | VfL Wolfsburg       | Bundesliga          | 34       | 0        | 3            | 0            | –                   | –                   | 8        | 0        | 45        | 0         |
| 2009–10             | VfL Wolfsburg       | Bundesliga          | 24       | 1        | 2            | 0            | 1                   | 0                   | 5        | 0        | 32        | 1         |
| 2010–11             | VfL Wolfsburg       | Bundesliga          | 17       | 0        | 1            | 0            | –                   | –                   | –        | –        | 18        | 0         |
| Ý                   | Ý                   | Ý                   | Giải đấu | Giải đấu | Coppa Italia | Coppa Italia | Supercoppa Italiana | Supercoppa Italiana | Châu Âu  | Châu Âu  | Tổng cộng | Tổng cộng |
| 2010–11             | Juventus            | Serie A             | 15       | 0        | 0            | 0            | –                   | –                   | –        | –        | 15        | 0         |
| 2011–12             | Juventus            | Serie A             | 35       | 1        | 4            | 0            | –                   | –                   | –        | –        | 39        | 1         |
| 2012–13             | Juventus            | Serie A             | 34       | 0        | 4            | 0            | 1                   | 0                   | 6        | 0        | 45        | 0         |
| 2013–14             | Juventus            | Serie A             | 26       | 0        | 1            | 0            | 1                   | 0                   | 5        | 0        | 33        | 0         |
| 2014–15             | Juventus            | Serie A             | 10       | 0        | 1            | 0            | 0                   | 0                   | 6        | 0        | 17        | 0         |
| 2015–16             | Juventus            | Serie A             | 31       | 1        | 2            | 0            | 1                   | 0                   | 8        | 0        | 42        | 1         |
| 2016–17             | Juventus            | Serie A             | 23       | 0        | 5            | 0            | 0                   | 0                   | 11       | 0        | 39        | 0         |
| 2017–18             | Juventus            | Serie A             | 8        | 0        | 0            | 0            | 1                   | 0                   | 4        | 0        | 13        | 0         |
| Tổng cộng           | Ý                   | Ý                   | 467      | 15       | 32           | 0            | 6                   | 1                   | 58       | 0        | 563       | 16        |
| Tổng cộng           | Đức                 | Đức                 | 75       | 1        | 6            | 0            | 1                   | 0                   | 13       | 0        | 95        | 1         |
| Tổng cộng sự nghiệp | Tổng cộng sự nghiệp | Tổng cộng sự nghiệp | 542      | 16       | 38           | 0            | 7                   | 1                   | 71       | 0        | 658       | 17        |

### Đội tuyển quốc gia
Tính đến 13 tháng 11 năm 2017
| Ý         | Ý    | Ý   |
| Năm       | Trận | Bàn |
| --------- | ---- | --- |
| 2004      | 1    | 0   |
| 2005      | 6    | 0   |
| 2006      | 6    | 0   |
| 2007      | 6    | 0   |
| 2008      | 6    | 0   |
| 2009      | 0    | –   |
| 2010      | 0    | –   |
| 2011      | 2    | 0   |
| 2012      | 11   | 0   |
| 2013      | 8    | 0   |
| 2014      | 4    | 0   |
| 2015      | 4    | 0   |
| 2016      | 11   | 0   |
| 2017      | 8    | 0   |
| Tổng cộng | 73   | 0   |

## Thành tích
- UEFA European Under-21 Championship:

Huy chương vàng: 2004
- Thế vận hội::

Huy chương bạc: 2004
- Giải bóng đá vô địch thế giới: ĐTQG Italia

Huy chương vàng: 2006
- Fußball-Bundesliga: Wolfsburg

2008–09
- Serie A: Juventus

2011–12 2012-13 2013-14 2014-15 2015-16 2016-17 2017-2018 2018-2019